# Frans Ykens

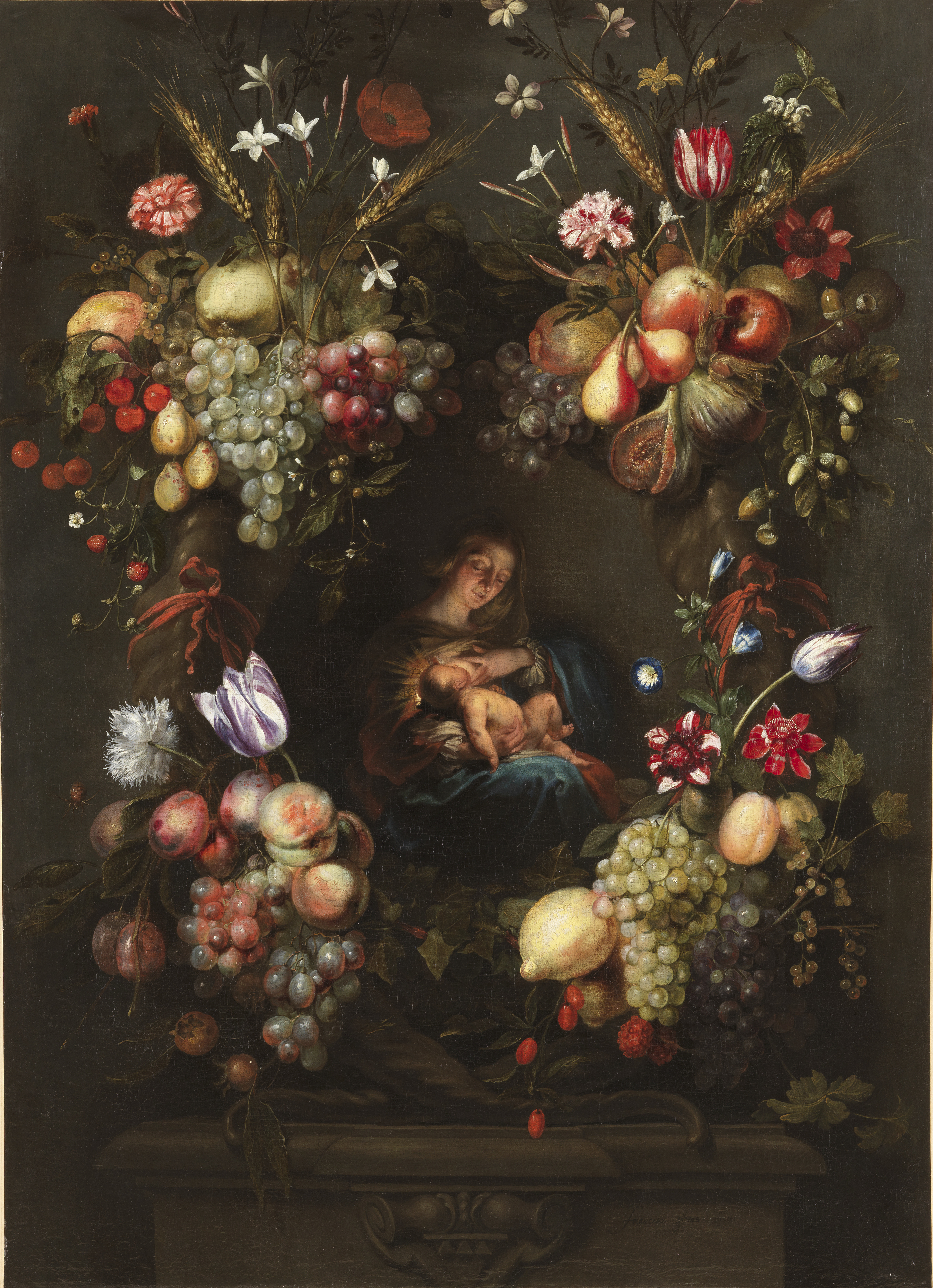
Madonna mit Kind in einem Früchte- und Blumenkranz, sign. „francisco ykens fecit“, Öl auf Holz, 100 × 72,5 cm, Plantin-Moretus-Museum, Antwerpen. Die Szene im Zentrum schuf ein ungenannter Figurenmaler.

Frans Ykens (auch: Frans IJkens, Françoys Ykens, Franchois Eyckens, Fransoois Eykens, Francisco IJkenns, Franciscus Ykens; getauft am 17. April 1601 in Antwerpen; † vor dem 27. Februar 1693 in Brüssel) war ein flämischer Stilllebenmaler.

## Leben
Er war ein Sohn von Frans Ykens d. Ä. und der Johanna Nys, sowie ein Neffe und Schüler von Osias Beert dem Älteren (1613–1615). Nach der Lehre bei Beert wurde Lucas Floquet d. Ä. sein Lehrer.
Nach einem Aufenthalt in der französischen Provence, in Aix-en-Provence und Marseille, im Jahr 1629 kehrte er nach Antwerpen zurück und wurde um 1630 in die dortige Malergilde aufgenommen.
Im Jahr 1635 heiratete Ykens die Tochter seines Lehrers, Catarina Floquet, die ebenfalls Malerin war und als Catarina Ykens bekannt ist.
1665 übersiedelte Ykens nach Brüssel und wurde am 15. Dezember 1666 als Meister in die dortige Malergilde aufgenommen. Im selben Jahr machte er auch ein Testament. Der genaue Zeitpunkt seines Todes ist jedoch nicht bekannt, und in der Literatur geht man davon aus, dass er erst 1692 oder 1693 starb, da seine (zweite ?) Frau am 27. Februar 1693 als „Witwe“ bezeichnet wird.
Ykens war ziemlich erfolgreich und bildete auch einige Schüler aus, namentlich Gilliam Dandoy (1640/41) und Hendrick de Cleyn (1646/47).
Peter Paul Rubens, der zu seinen Freunden zählte, besaß sieben seiner Blumenstücke.

## Werk

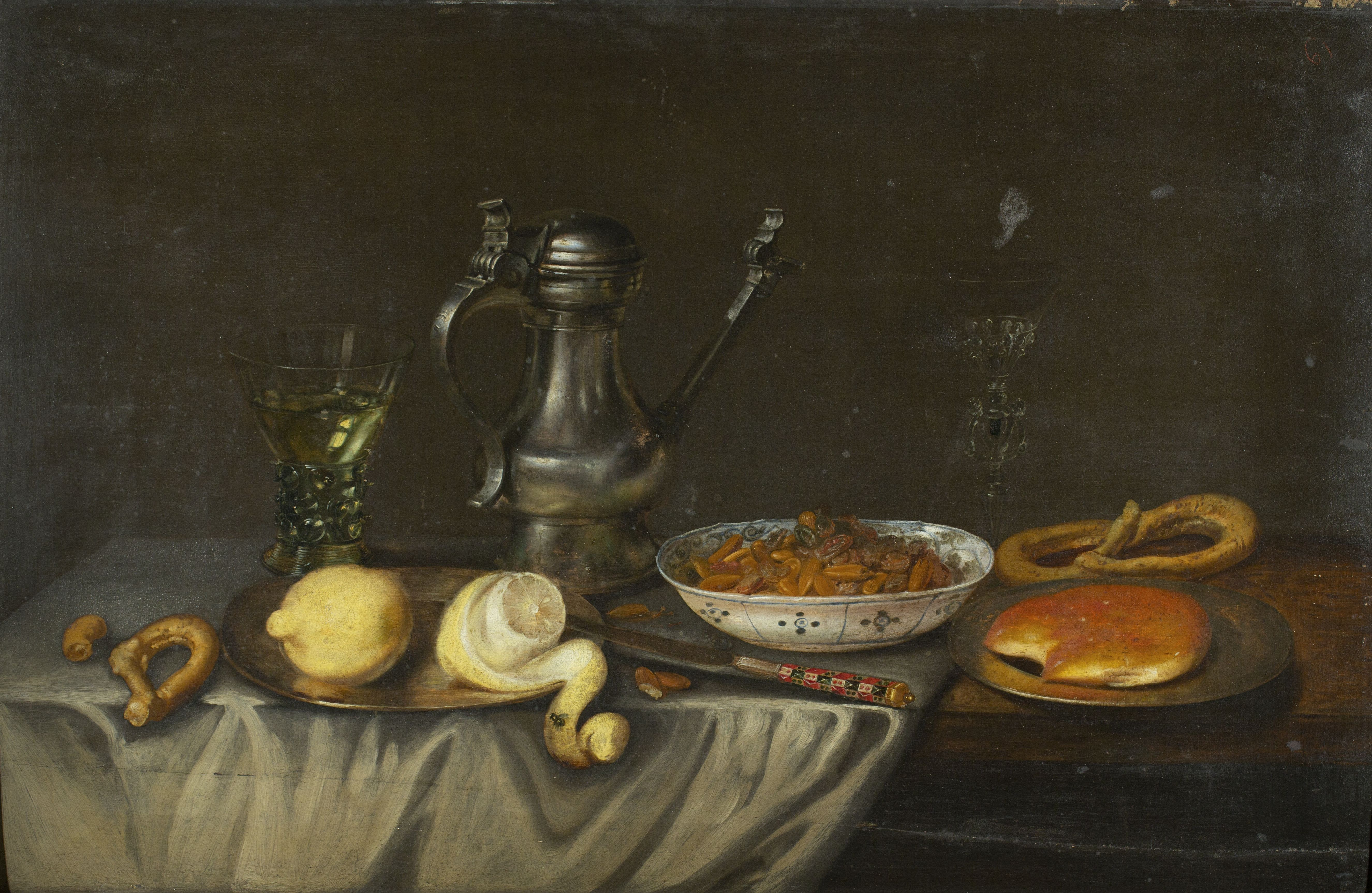
Stillleben mit Mandeln, Gebäck, Zitronen und Wein, sign. & dat. „francisco. ijkens fecit. 1636“, 55 × 84,5 cm, Museum für Schöne Künste, Gent

Frans Ykens malte verschiedene Arten von Stillleben, insbesondere Gedeckte Tische, oft mit Früchten und/oder Blumen und ist auch als Blumenmaler bekannt. Signierte Gemälde sind aus der Zeit von 1635 bis 1663 erhalten. Dabei verwendete er immer wieder unterschiedliche Formen und Schreibarten seines Namens, unter anderem auch die französische oder spanische Variante seines Vornamens, z. B. „francois eÿkens“, „franchois ykens“, „francisco ijkens“ u. a. (siehe unten Galerie).
Er war ein recht fantasievoller aber unausgeglichener Künstler, seine erhaltenen Werke sind qualitativ sehr verschieden, neben sehr gelungenen Bildern hinterließ er auch zweitklassige Werke.
Marie-Louise Hairs zählte einige Blumenvasen von Ykens zu seinen interessantesten Werken. Seine Girlandenbilder entstanden – wie allgemein üblich – in Kooperation mit verschiedenen Figurenmalern, darunter Cornelis Schut d. Ä., Thomas Willeboirts Bosschaert, Simon de Vos, Peeter van Avont und Jan van der Hoecke. In diesen Girlanden (ebenso wie in seinen Vasen) folgt Ykens grundsätzlich dem Vorbild von Daniel Seghers, malt also mit Blumen verzierte steinerne Kartuschen. Dabei erweist er sich oft als ein ideenreicher Künstler, mischt auch (anders als Seghers) Blumen und Früchte, technisch, koloristisch und/oder in der Komposition lassen manche seiner Girlanden allerdings zu wünschen übrig. Auffällig ist in seinen Blumenbildern eine zuweilen ausgiebige Verwendung von leuchtendem Rot.

## Galerie

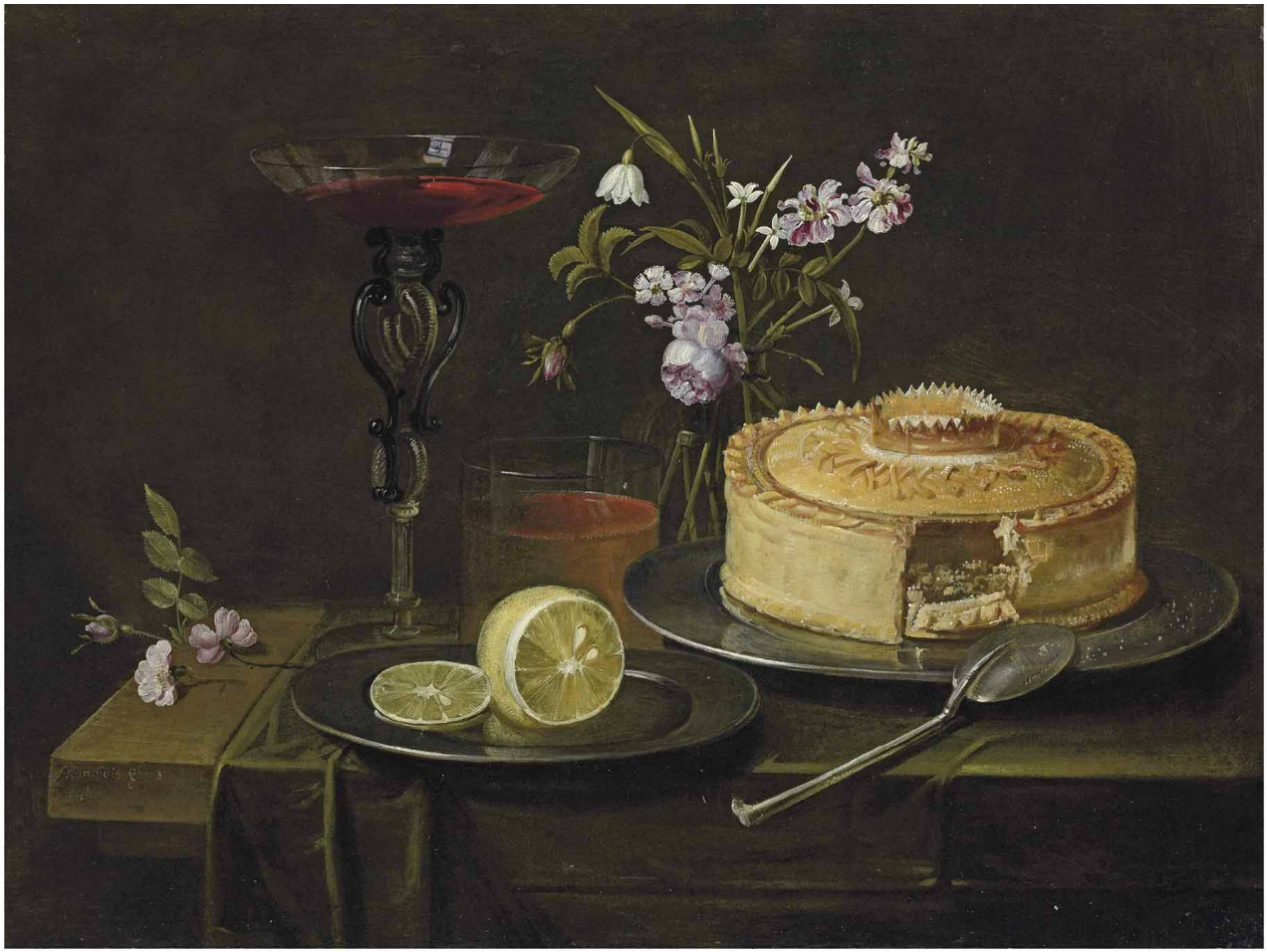
Stillleben mit Pastete, Zitrone, Wein und Blumen (Teil eines Paares), sign. „fRanchois: ÿkens: fecit“, 42,3 × 54,9 cm, in Auktion bei Christie’s, 4. Juli 2012, lot 145
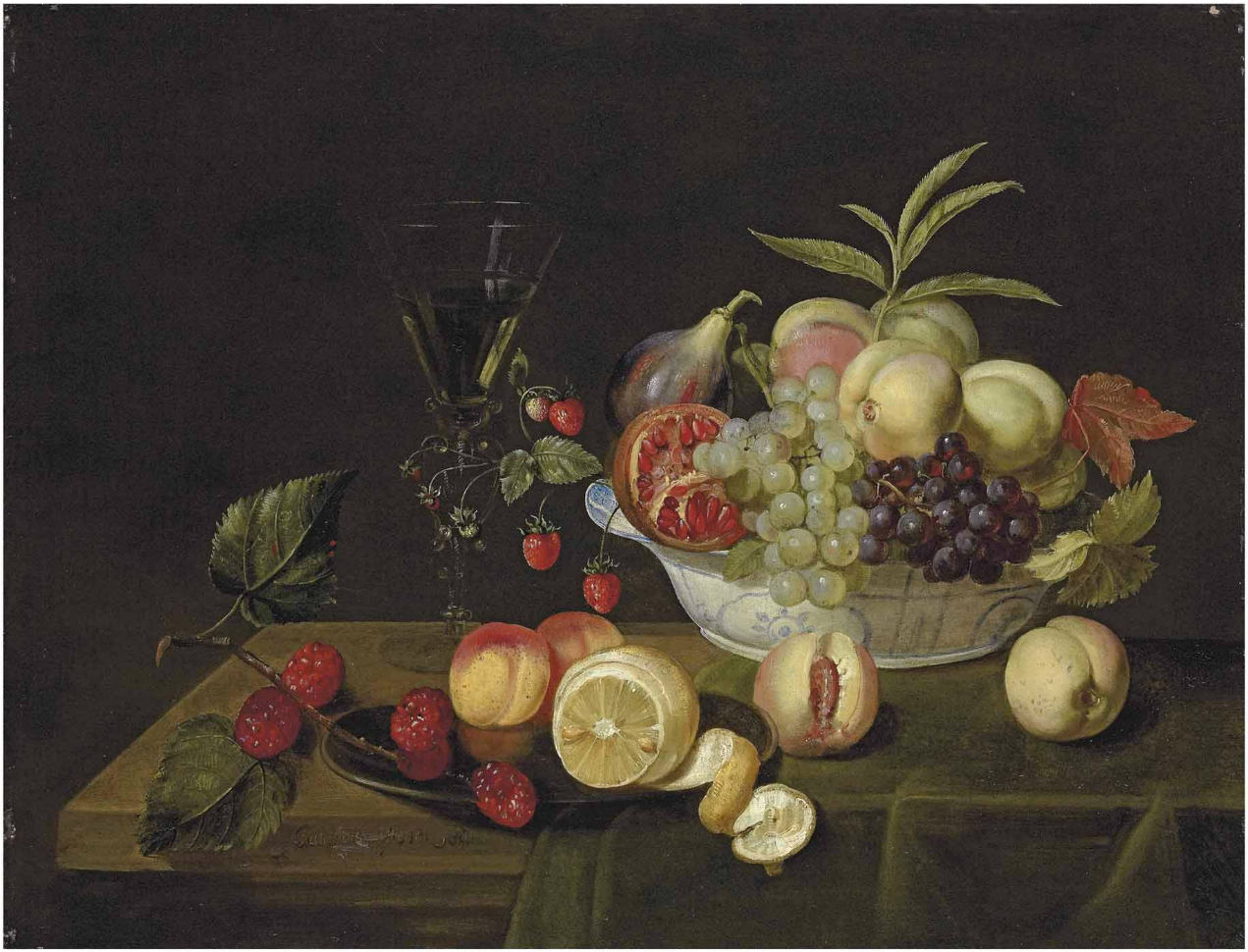
Stillleben mit Weinglas und Obst in einer Wan-Li Schale (Teil eines Paares), sign. „fRanchois: ÿkens: fecit“, 42,3 × 54,9 cm, in Auktion bei Christie’s, 4. Juli 2012, lot 145
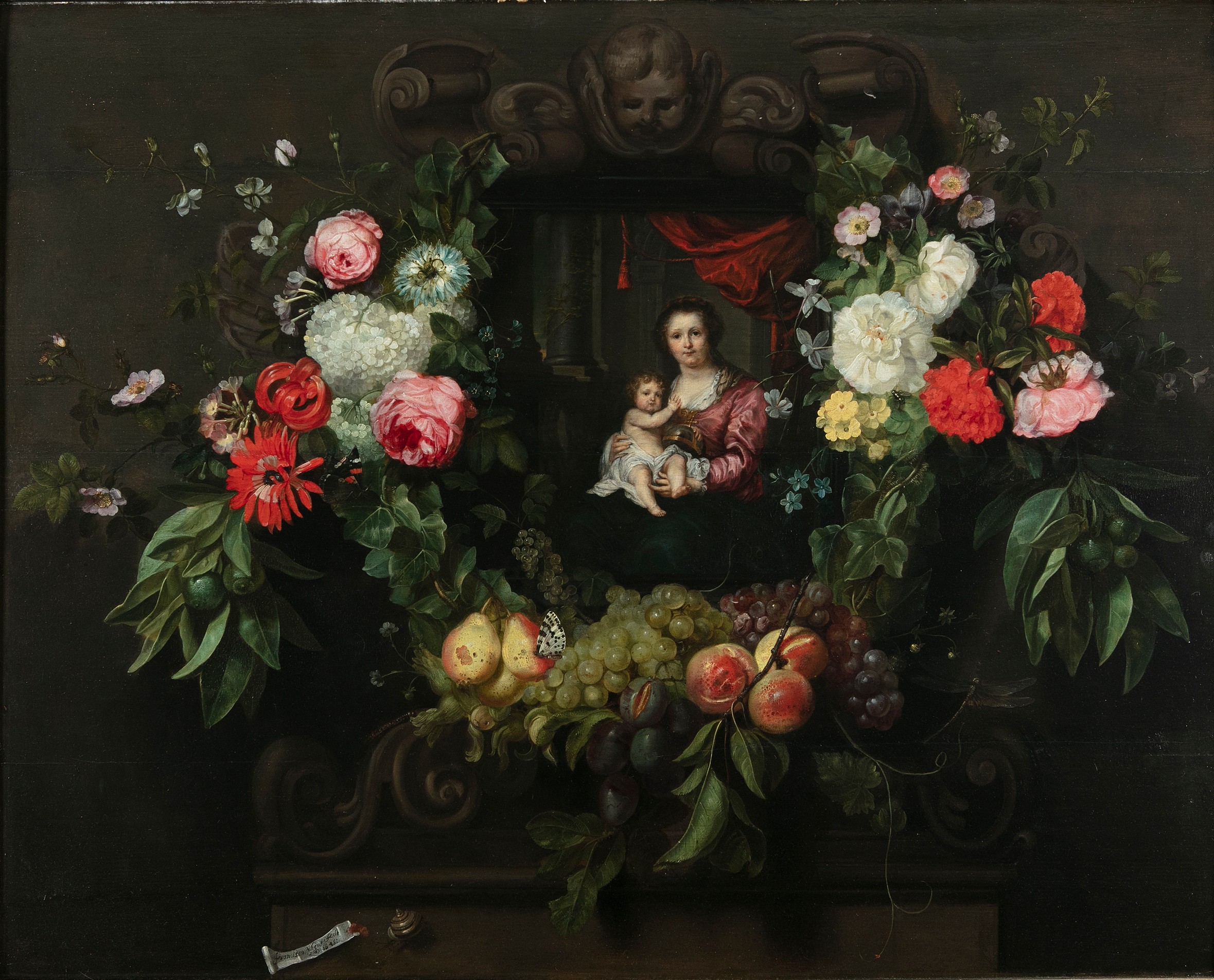
Frans Ykens & Figurenmaler: Madonna und Kind in einer Kartusche mit Blumen und Früchten, sign. & dat. 1645, Öl auf Holz, 73 × 91 cm, in Auktion bei Adam’s in Dublin, 15. Oktober 2019, lot 212
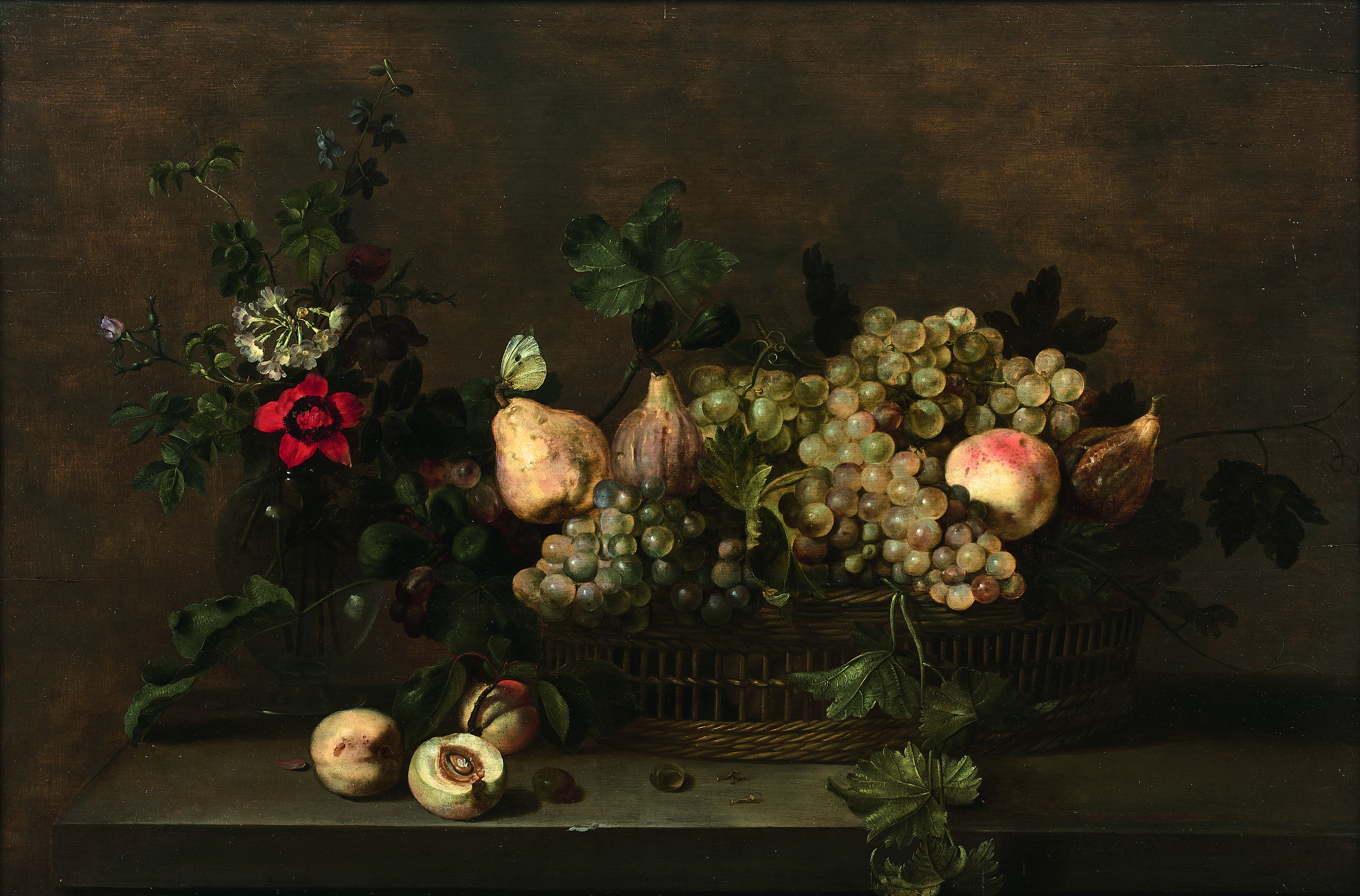
Korb mit Früchten und Blumenvase, sign. „Franchis Ykens fecit“, Öl auf Holz, 54 × 81 cm, in Auktion bei Turquin
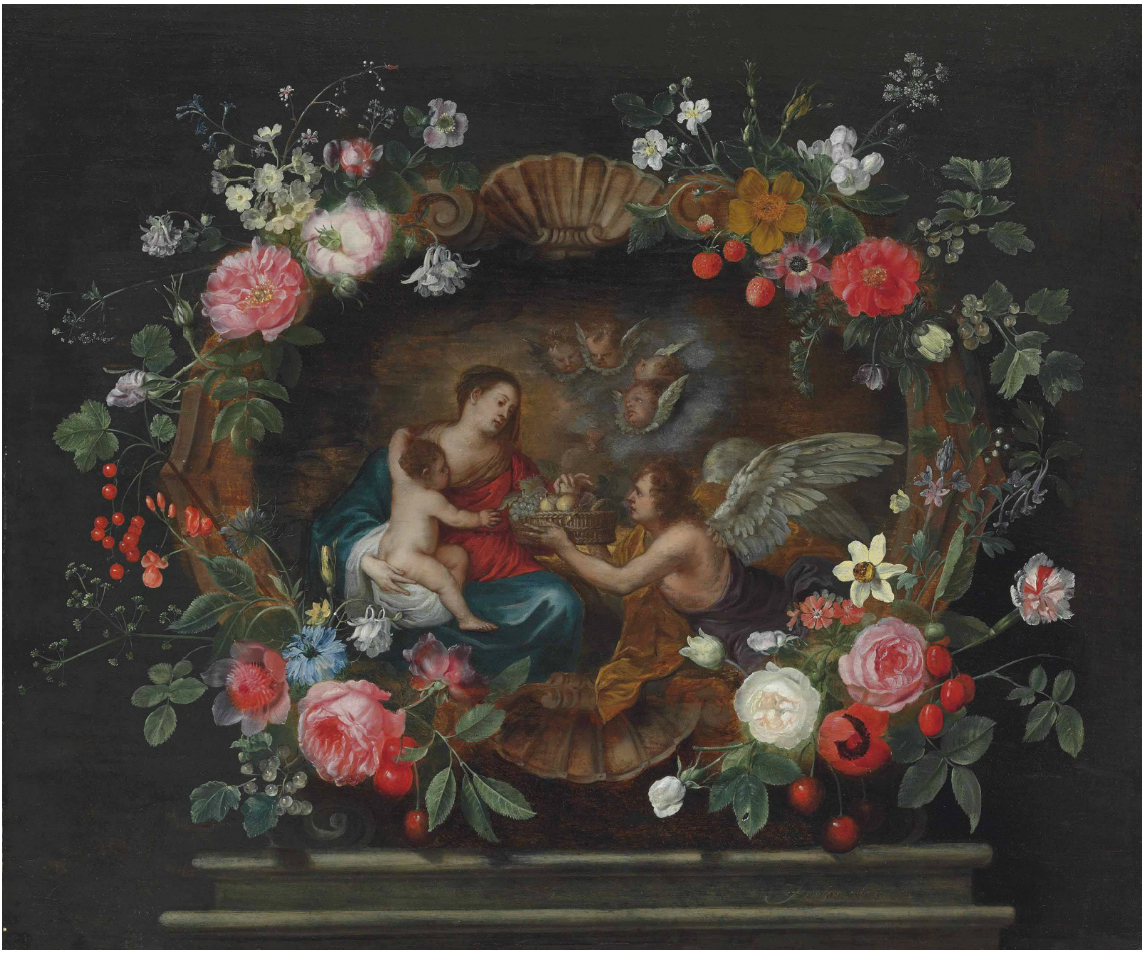
Frans Ykens & Figurenmaler: Madonna und Kind von Engeln bedient, in einer Kartusche, sign. „francois: eÿkens:“, Öl auf Holz, 219,7 × 161,2 cm, in Auktion bei Christie’s in London, 17. Juli 2014, lot 1041
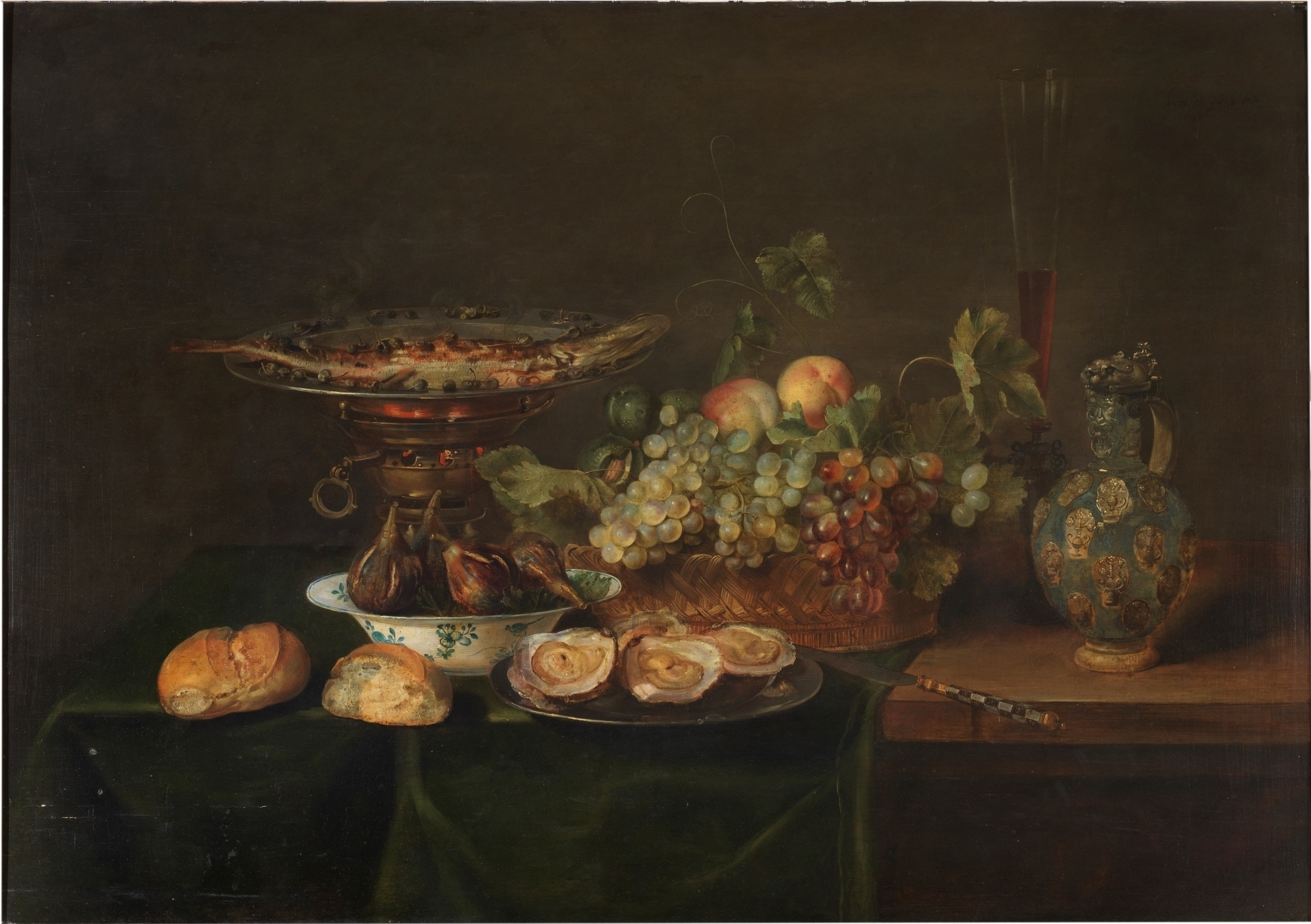
Stillleben mit Obst, Fisch und Austern, sign. & dat. „franchois ykens fecit“ 1646, Öl auf Holz, 74 × 105 cm, Prado, Madrid